# Porsche 356

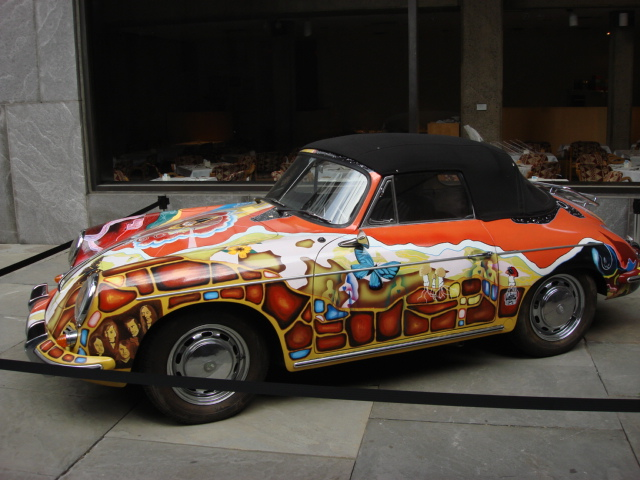
Janis Joplin reed een Porsche 356 cabrio

De Porsche 356 was de eerste productie-auto van Porsche. De auto werd van 1948 tot 1965 geproduceerd.

## Ontwikkeling en productie
De Porsche 356 werd ontworpen in Gmünd, waarnaartoe Ferdinand Porsche in de Tweede Wereldoorlog was verhuisd. De Porsche 356 werd ontworpen door Ferry Porsche, de zoon van Ferdinand Porsche. Porsche gebruikte voor de productie veel onderdelen van de Volkswagen, zoals de luchtgekoelde boxermotor. Dit omdat hij in de jaren 30 was betrokken bij de ontwikkeling van deze auto. De carrosserie werd ontworpen door Porsche-medewerker Erwin Komenda. De mechanische onderdelen, inclusief de motor, de schokdempers en het chassis, werden gebouwd door Volkswagen. De eerste Porsche 356 werd gecertificeerd op 8 juni 1948 in de Oostenrijkse plaats Gmünd. De Porsche 356 die in Gmünd werd gebouwd, was van aluminium, totdat de productie in 1950 verhuisde naar het Duitse Stuttgart. Daarna werd tot 1965 staal gebruikt.
Aanvankelijk hadden de ontwerpers een efficiënte coupé op het oog, maar er werden ook enkele open auto's gepland. De Porsche 356 was een vierzitter, maar achterin werden alleen twee noodzittingen aangebracht.
In 1950 verhuisde de productie van de Porsche 356 van het Oostenrijkse Gmünd naar het Duitse Stuttgart-Zuffenhausen. In de loop der jaren werd het model een paar keer aangepast. Zo werd de motorinhoud vergroot naar 1286 cc en later naar 1582 cc. In 1955 kwam de Carrera uit.
De Porsche 356 was tot 1965 in productie. In totaal werden er tussen 1948 en 1965 76.313 exemplaren van de Porsche 356 gebouwd. De 356 werd opgevolgd door de Porsche 911.

### Autosport
- 1950 Duits kampioen (Glocker 356 Porsche)
- 1950 klassewinnaar in de Oostenrijkse Alpen Rally (Otto Mathé)
- 1951 winnaar van de 24 uur van Le Mans in de klasse tot 1100 cc (Auguste Veuillet en Edmond Mouche) 20e algemeen
- 1951 winnaar van de Rally van Zweden
- 1951 Tour de France Automobile
- 1951 Rally Luik-Rome-Luik
- 1952 winnaar van de 24 uur van Le Mans in de klasse tot 1100 cc (Auguste Veuillet en Edmond Mouche) 11e algemeen
- 1952 Rally Luik-Rome-Luik (Herman Polensky en Walter Schluter)
- 1952 Carrera Panamericana-winnaar klasse 1100-1500 cc 8e algemeen (Von Metternich)
- 1953 winnaar Mille Miglia klasse tot 1500 cc
- 1953 winnaar 24 uur van Le Mans klasse tot 1500 cc
- 1953 Carrera Panamericana-winnaar klasse 1100-1500 (Jose Herrate)
- 1953 Europees Kampioen Rally (Helmut Polensky)
- 1954 winnaar Mille Miglia klasse tot 1500 cc (Hans Herrmann) 6e algemeen
- 1954 winnaar 24 uur van Le Mans klasse tot 1500 cc
- 1954 Carrera Panamericana-winnaar klasse 1100-1500 cc (Hans Herrmann) 3e algemeen
- 1958 winnaar Targa Florio klasse 1300-1600 cc (Von Hanstein en Pucci)
- 1959 winnaar Targa Florio klasse 1100-1500 cc (Pucci en Von Hanstein)
- 1960 winnaar 24 uur van Le Mans klasse tot 1600 cc (Linge en Walter)
- 1961 Wereldkampioen klasse 1000-2000 cc
- 1961 Europees Kampioen Rally (Walter)
- 1963 klasse winnaar van de Targa Florio 3e algemeen
- 1963 klasse winnaar van de 1000 km Nürburgring 4e algemeen

### Porsche 356-modellen

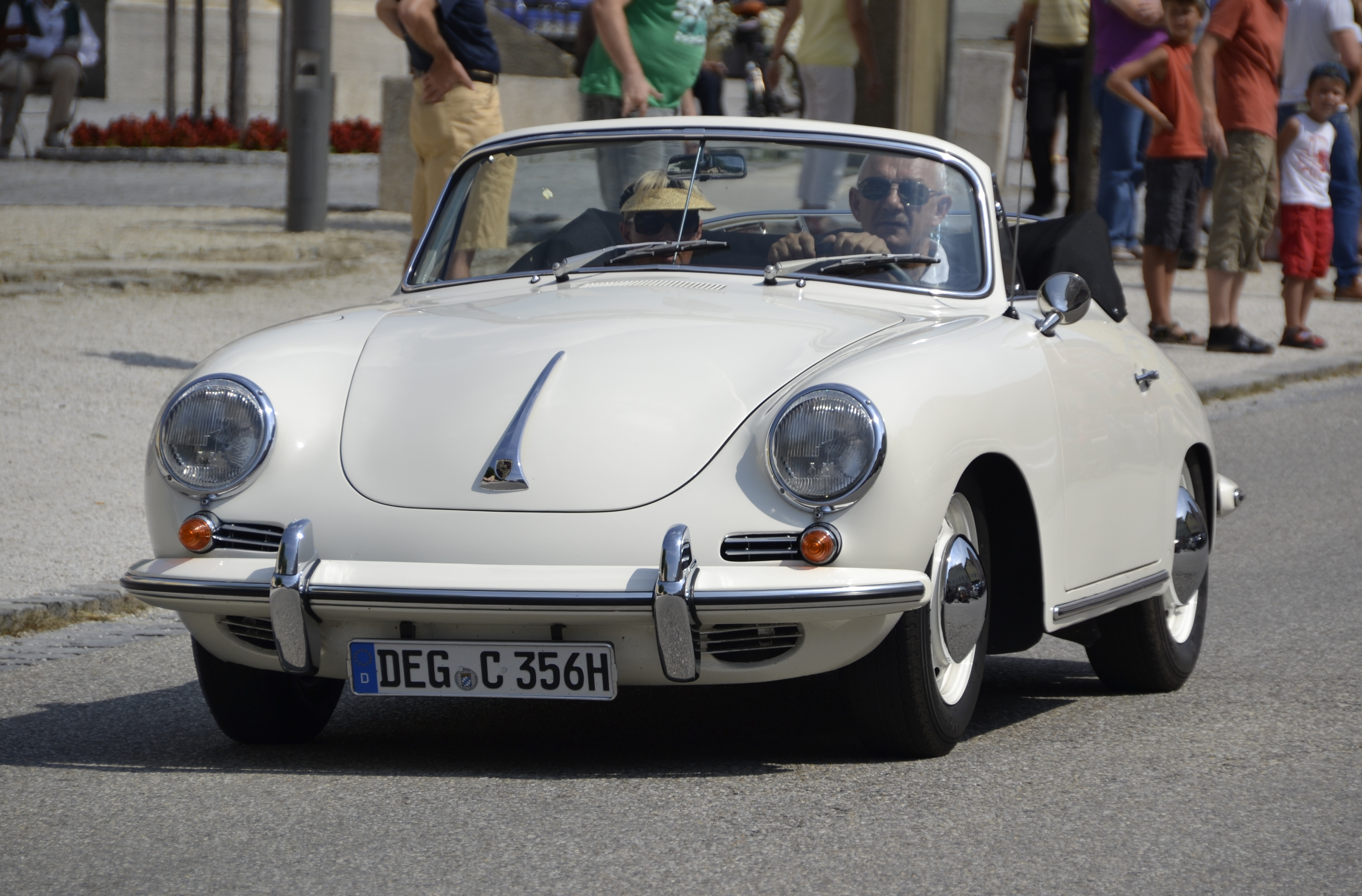
Porsche 356 C

- Porsche 356 (1948-1956)
- Porsche 356 A (1955-1959)
- Porsche 356 B (1959-1963)
- Porsche 356 C (1963-1965)

## Galerij

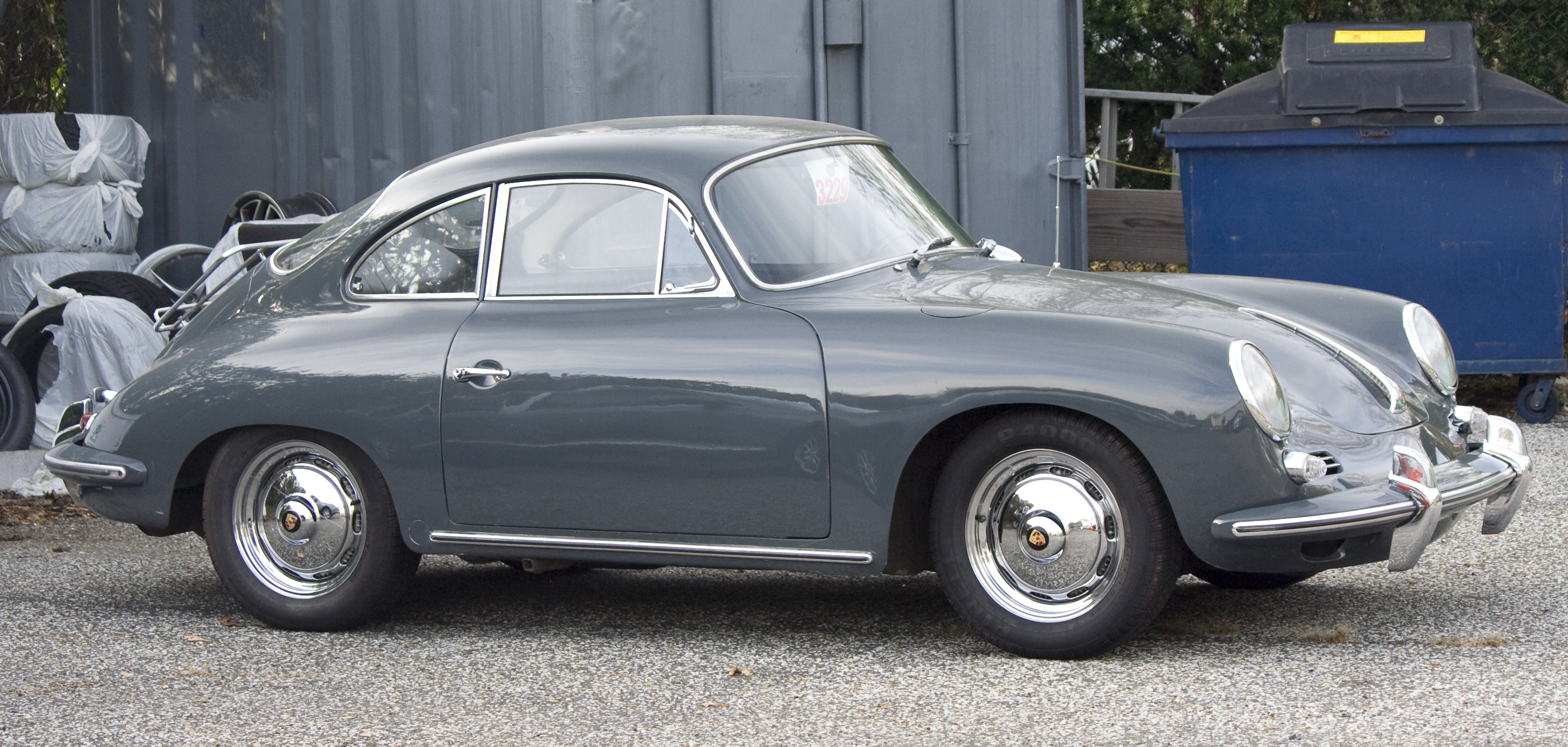
Porsche 356 "90" (356 B T6, 1962-1964)
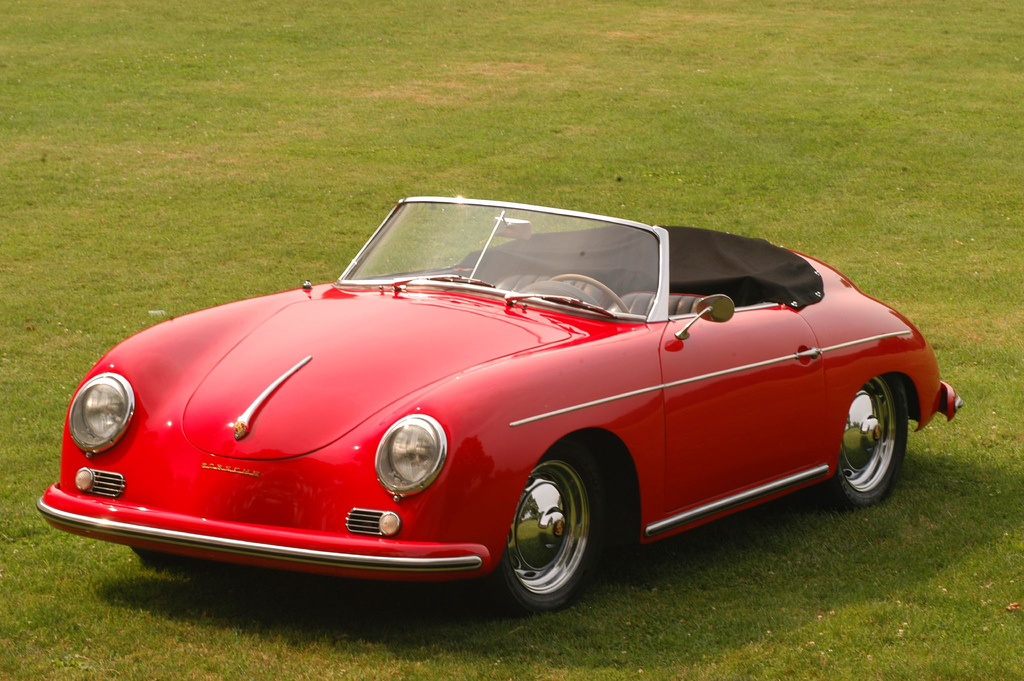
356 D 1958
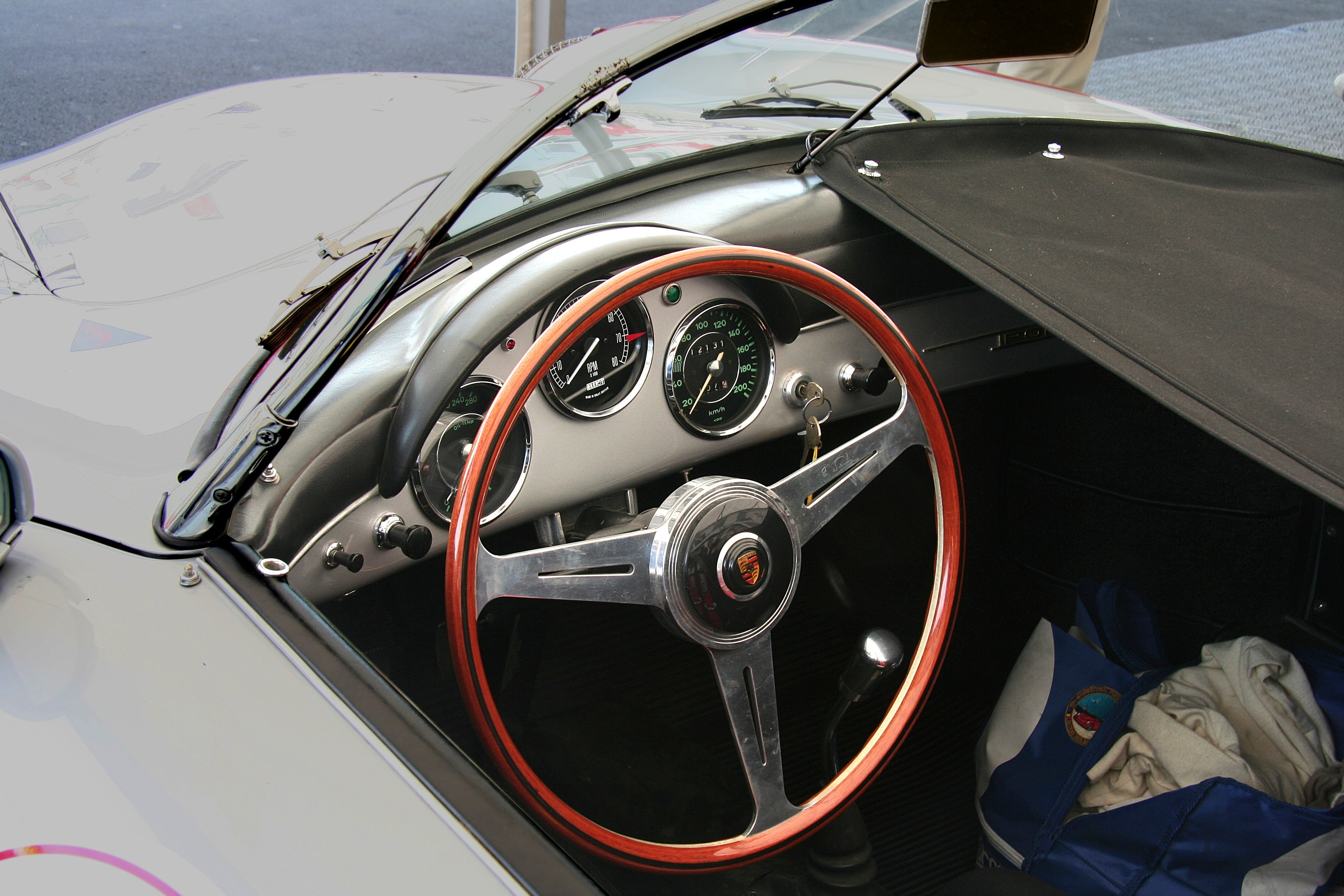
356 speedster
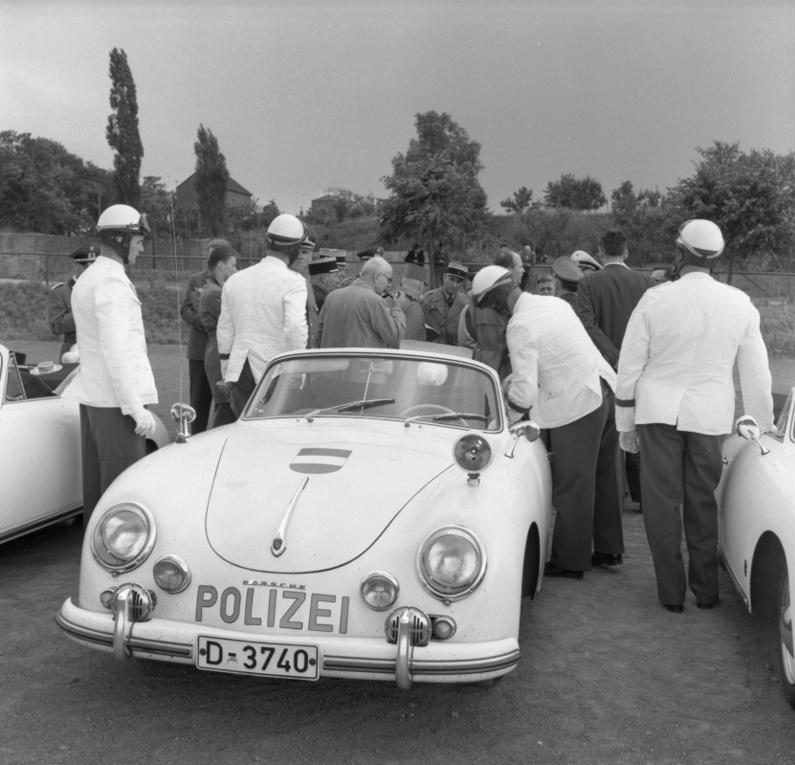
De Duitse autobahnpolitie reed in 356 cabrio's. 30 juni 1959